# عجلة (نبات)
العِجْلَةُ (الاسم العلمي: Halopyrum)، جنس نباتات آسيوية وإفريقية من فصيلة النجيلية. النوع الوحيد المعروف ومنه هو العِجلة الرُهابية، مواطنها شبه القارة الهندية وإيران وشبه الجزيرة العربية وسقطرى ومدغشقر وشرق + شمال شرق إفريقيا (من مصر إلى موزمبيق)